# Filiași
Filiași ist eine Stadt im Kreis Dolj in der Kleinen Walachei in Rumänien.

## Lage
Filiași liegt in der Kleinen Walachei im südlichen Vorland der Karpaten, in der Flussebene des Jiu (Schil). Die Kreishauptstadt Craiova befindet sich etwa 35 km südöstlich.

## Geschichte
Die ältesten archäologischen Funde der Region stammen aus der Bronzezeit. Im Jahr 1573 wurde Filiași erstmals urkundlich erwähnt. Wegen seiner verkehrsgünstigen Lage an der Einmündung des Motru in den Jiu war der Ort seit Jahrhunderten ein Handels- und Marktplatz. Bis Anfang des 20. Jahrhunderts wurde Filiași von der Adelsfamilie Filișanu geprägt.

## Bevölkerung
Bei der Volkszählung 2002 wurden in der Stadt 18.802 Einwohner registriert, darunter 17.905 Rumänen und 891 Roma.

## Verkehr
Filiași ist ein bedeutender Eisenbahnknotenpunkt im Südwesten Rumäniens. Hier zweigt von der wichtigen Fernverbindung von Bukarest nach Timișoara die Bahnstrecke Richtung Simeria in Siebenbürgen ab. Regelmäßiger Busverkehr besteht u. a. nach Craiova. Durch die Stadt führt die Nationalstraße 6, hier Teil der Europastraßen 70 und 79, die sich am westlichen Stadtrand teilen.

## Sehenswürdigkeiten
- Filișanu-Kapelle (1896)
- Kloster Gura Motrului (16. Jahrhundert)